# 学士（教育学）
学士（教育学）（がくし きょういくがく）は、学士の学位の一つ。

## 概要
英語ではB.A. in EducationないしBachelor of Educationと訳されることが一般的である。同じ教育学系統の学位に修士（教育学）、博士（教育学）及び専門職学位として教職修士（専門職）がある。旧制度では教育学士と称し、学位ではなく称号として位置づけられていた。現在、教育学の学士号としては代表的な学位である。
日本では、四年制大学の教育学部を卒業するか、大学等で所定の単位を取得した後、独立行政法人大学改革支援・学位授与機構で学位審査に合格することで取得することができる。
大学ごとに異なるものの、原則として教育職員免許状の取得を必須とするものではない。よって、教員志望や免許の取得を希望する場合、大学に設置された教職課程等で必要な教科を履修する必要がある。
なお、教育学部を卒業し、当該学位を取得した場合、児童指導員任用資格が得られる。
さらに卒業後、厚生労働省令で定める施設において1年以上児童その他の者の福祉に関する相談、助言、指導その他の援助を行う業務に従事した者については児童福祉司任用資格が得られる。
また、教育学部在学中、厚生労働大臣の指定する科目の単位を取得し、卒業した場合には社会福祉主事任用資格が得られる。

## 各大学・授与機関の定める学位名称
1991年（平成3年）の学位制度改正によって、学士の称号は学位に移行。この制度改正に伴い、従前の制度で授与されていた教育学士の称号については学校教育法附則にて学位と看做されることとなった。
また、この制度改正では従来、学士号を「○○学士」と専攻名称を先頭に冠した形式から「学士（○○）」と括弧書きで専攻分野を付記する形式に変更された。学位名称も従来、国が定めていたものが各大学や授与機関で自由に定められるようになった。その関係で学士号の種類も年々増加し全学問領域で700を超え、教育学の学士号も教育課程や教育分野ごとに細分化、多様化しつつある。
| 教育学および関連分野の学士号の例(日本の例：その一部) | 教育学および関連分野の学士号の例(日本の例：その一部) | 教育学および関連分野の学士号の例(日本の例：その一部) | 教育学および関連分野の学士号の例(日本の例：その一部) | 教育学および関連分野の学士号の例(日本の例：その一部) |
| 教育学関係                                           | 教育学関係                                           | 教育学関係                                           | 教育学関係                                           | 教育学関係                                           |
| ---------------------------------------------------- | ---------------------------------------------------- | ---------------------------------------------------- | ---------------------------------------------------- | ---------------------------------------------------- |
| 教育学                                               | 教育                                                 | 初等教育学                                           | 発達科学                                             | 臨床教育学                                           |
| 初等教育課程                                         |                                                      |                                                      |                                                      |                                                      |
| 教育学                                               | 教育                                                 | 学校教育学                                           | 心理学                                               |                                                      |
| 中等教育課程                                         |                                                      |                                                      |                                                      |                                                      |
| 教育学                                               |                                                      |                                                      |                                                      |                                                      |
| 中等教育学校課程                                     |                                                      |                                                      |                                                      |                                                      |
| 教育学                                               | 教育                                                 | 学校教育学                                           |                                                      |                                                      |
| 養護学校課程                                         |                                                      |                                                      |                                                      |                                                      |
| 教育学                                               | 教育                                                 |                                                      |                                                      |                                                      |
| 体育学関係                                           |                                                      |                                                      |                                                      |                                                      |
| 体育学                                               | スポーツ教育                                         | スポーツ教育学                                       | スポーツ学                                           | 武道学                                               |
| 障害児教育関係                                       |                                                      |                                                      |                                                      |                                                      |
| 教育学                                               | 教育                                                 | 学校教育学                                           |                                                      |                                                      |
| 特別支援教育課程                                     |                                                      |                                                      |                                                      |                                                      |
| 教育学                                               | 教育                                                 | 学校教育学                                           |                                                      |                                                      |
| その他の教育学分野                                   |                                                      |                                                      |                                                      |                                                      |
| 教養                                                 | 児童学                                               | こども学                                             | 次世代教育学                                         | こども教育学                                         |
| 子ども教育学                                         | 健康こども学                                         | こども発達                                           | 人間関係学                                           | 情報教育                                             |
| スポーツ健康政策学                                   | 行政社会                                             | 生涯教育                                             | 生涯教育学                                           | 特別支援教育学                                       |
| 福祉社会教育                                         | 発達科学                                             | 福祉社会教育                                         | 文学(幼児教育心理学)                                 | 幼児保育                                             |
| 社会科学分野                                         |                                                      |                                                      |                                                      |                                                      |
| 経営教育学                                           |                                                      |                                                      |                                                      |                                                      |